# 부산광역시도 제5003호선
부산광역시도 제5003호선은 부산광역시 기장군 정관읍 정관제1호근린공원과 정관동원로얄듀크1차아파트를 잇는 부산광역시도이다. 벡스코를 지나는 것이 특징이다. 방곡리 쪽으로 우회해 이어지는 것이 특징이다.

## 경유하는 도로
- 산단2로 - 구연방곡로 - 산단4로

## 주요 경유지
부산광역시
- 기장군 정관읍

## 노선
| 구간                        | 이름                             | 접속 노선                        | 소재지 | 소재지 | 비고 |
| --------------------------- | -------------------------------- | -------------------------------- | ------ | ------ | ---- |
| 산단2로                     | (정관제1호근린공원)              | 부산광역시도 제50호선 (산단로)   | 기장군 | 정관읍 |      |
| 산단2로                     | (정관센트럴파크아파트)           | 부산광역시도 제5001호선 (정관로) | 기장군 | 정관읍 |      |
| 구연방곡로                  | (정관센트럴파크아파트)           | 부산광역시도 제5001호선 (정관로) | 기장군 | 정관읍 |      |
| 구연교                      |                                  |                                  | 기장군 | 정관읍 |      |
| (중앙중학교입구)            | 정관덕산길                       |                                  | 기장군 | 정관읍 |      |
| 소두방공원                  |                                  |                                  | 기장군 | 정관읍 |      |
| (정관LH4단지아파트)         | 부산광역시도 제5001호선 (정관로) |                                  | 기장군 | 정관읍 |      |
| (정관LH4단지아파트)         | 부산광역시도 제5001호선 (정관로) | 산단4로                          | 기장군 | 정관읍 |      |
| 강변교                      |                                  |                                  | 기장군 | 정관읍 |      |
| (정관동원로얄듀크1차아파트) | 부산광역시도 제50호선 (산단로)   |                                  | 기장군 | 정관읍 |      |